# TGFB3
TGFB3 (англ. Transforming growth factor beta 3) – білок, який кодується однойменним геном, розташованим у людей на короткому плечі 14-ї хромосоми. Довжина поліпептидного ланцюга білка становить 412 амінокислот, а молекулярна маса — 47 328.
| 10         |  | 20         |  | 30         |  | 40         |  | 50         |
| ---------- |  | ---------- |  | ---------- |  | ---------- |  | ---------- |
| MKMHLQRALV |  | VLALLNFATV |  | SLSLSTCTTL |  | DFGHIKKKRV |  | EAIRGQILSK |
| LRLTSPPEPT |  | VMTHVPYQVL |  | ALYNSTRELL |  | EEMHGEREEG |  | CTQENTESEY |
| YAKEIHKFDM |  | IQGLAEHNEL |  | AVCPKGITSK |  | VFRFNVSSVE |  | KNRTNLFRAE |
| FRVLRVPNPS |  | SKRNEQRIEL |  | FQILRPDEHI |  | AKQRYIGGKN |  | LPTRGTAEWL |
| SFDVTDTVRE |  | WLLRRESNLG |  | LEISIHCPCH |  | TFQPNGDILE |  | NIHEVMEIKF |
| KGVDNEDDHG |  | RGDLGRLKKQ |  | KDHHNPHLIL |  | MMIPPHRLDN |  | PGQGGQRKKR |
| ALDTNYCFRN |  | LEENCCVRPL |  | YIDFRQDLGW |  | KWVHEPKGYY |  | ANFCSGPCPY |
| LRSADTTHST |  | VLGLYNTLNP |  | EASASPCCVP |  | QDLEPLTILY |  | YVGRTPKVEQ |
| LSNMVVKSCK |  | CS         |  |            |  |            |  |            |

A: Аланін

C: Цистеїн

D: Аспарагінова кислота

E: Глутамінова кислота

F: Фенілаланін

G: Гліцин

H: Гістидин

I: Ізолейцин

K: Лізин

L: Лейцин

M: Метіонін

N: Аспарагін

P: Пролін

Q: Глутамін

R: Аргінін

S: Серин

T: Треонін

V: Валін

W: Триптофан

Кодований геном білок за функціями належить до факторів росту, мітогенів. 
Задіяний у такому біологічному процесі, як альтернативний сплайсинг. 
Секретований назовні.